# Plexus solaris
De plexus solaris of plexus coeliacus is een zenuwknoop, een complex netwerk van zenuwen in de buik, vlakbij waar de truncus coeliacus, bovenste mesenteriale slagader en nierslagaders vertakken vanaf de abdominale aorta. Hij bevindt zich achter de maag en de bursa omental, en voor de crura van het middenrif, ter hoogte van de eerste lendenwervel.
De plexus wordt gedeeltelijk gevormd door de grotere en kleinere ingewandszenuwen van beide zijden en vezels van de voorste en achterste vagale stammen.
De eigenlijke plexus solaris bestaat uit de ganglia coeliakie met een netwerk van onderling verbonden vezels. De aorticorenale ganglia worden vaak beschouwd als onderdeel van de coeliakie-ganglia en dus als onderdeel van de plexus.

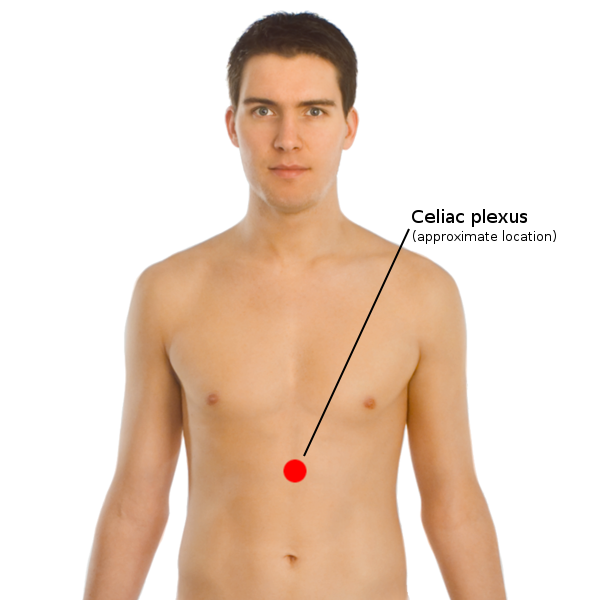
Plaats van de plexus solaris in het coronale vlak

De plexus coeliakie omvat een aantal kleinere plexussen:
- Plexus hepaticus
- Plexus splenus
- Plexus gastricus
- Plexus pancreaticus
- Plexus suprarenalis

Andere plexussen die zijn afgeleid van de plexus solaris:
- Plexus renalis
- Plexus testicularis / ovarius
- Plexus superior mesentericus

## Terminologie
De plexus solaris (plexus coeliacus) wordt in de volksmond vaak de zonnevlecht genoemd. Een klap op dit gebied kan ervoor zorgen dat het middenrif spasme krijgt, wat resulteert in ademhalingsmoeilijkheden. Het kan ook de plexus coeliacus zelf beïnvloeden met veel pijn als gevolg. De werking van de ingewanden kan verstoord worden door een slag op de solar plexus.

## Klinische betekenis

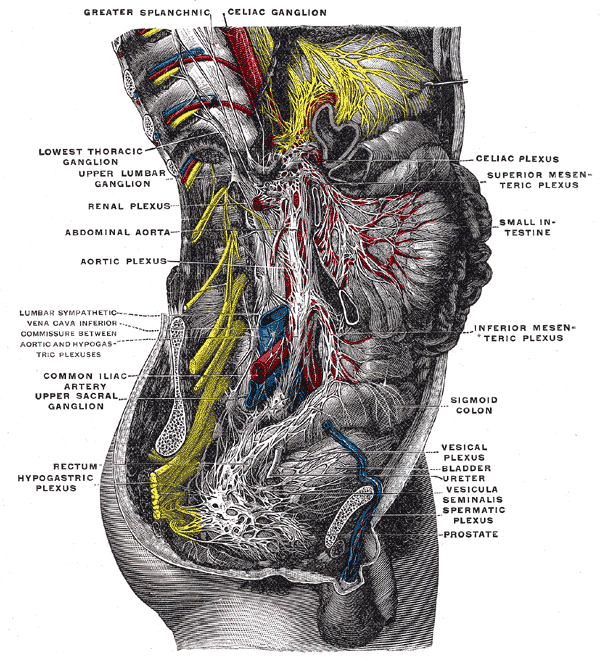
Onderste helft van rechter sympathische streng

De gevolgen van stomp geweld op de plexus solaris verdwijnen normaal gesproken met rust en diep ademhalen.
Een solar-plexusblokkade door middel van fluoroscopisch geleide injectie wordt soms gebruikt om hardnekkige pijn van kanker zoals alvleesklierkanker te behandelen. Zo'n blokkade kan worden uitgevoerd door specialisten op het gebied van pijnbestrijding en radiologen, onder geleide van CT-scan.